# Robert Hilliard Barrow
Robert Hilliard Barrow, ameriški general marincev, * 5. februar 1922, Baton Rouge, Louisiana, † 30. oktober 2008.

## Življenjepis
Leta 1942 je diplomiral na državni univerzi Louisiane, nato pa se je istega leta pridružil Korpusu mornariške pehote Združenih držav Amerike in bil povišan v poročnika 19. maja 1943.
Prva zadolžitev, ki jo je opravljal, je bil položaj poveljnika skupine Američanov, ki je bila dodeljena kitajskim nacionalističnim gverilcem med drugo svetovno vojno. Na Kitajsko je prišel preko Indije, kjer so izvajali obsežne gverilske akcije proti Japoncem. Po vojni je ostal na Kitajskem še eno leto, od tega šest mesecev v Šanghaju in šest v območju Tientsin-Peking.
Oktobra 1946 se je vrnil v ZDA; postavljen je bil za pribočnika poveljujočega general Floti mornariških sil (FMF, Atlantik), kar je opravljal do septembra 1948. Nato je končal mlajši tečaj amfibijske šole bojevanja (Quantico, Virginija).
Od 1949 do 1950 je bil poveljnik A čete, 1. bataljona, 2. marinskega polka (Camp Lejeune, Severna Karolina).
Med korejsko vojno je bil poveljnik čete A, 1. bataljona, 1. marinskega polka med Inčon-Seulsko operacijo in bitko za chosinski rezervoar.
Februarja 1956 se je odpravil na osemnajst mesečno turo z 2. bataljonom 6. marinskega polka (Camp Lejeune). Od poletja 1957 do poletja 1960 je služil kot marinski častnik-inštruktor v NROTC enoti na univerzi Tulane (New Orleans, Louisiana). 
Junija 1968 je diplomiral na National War College. Nato je bil poslan v Vietnam, kjer je služil kot poveljnik 9. marinskega polka 3. marinske divizije in namestnik G-3ja, 3. marinske amfibijske sile. 
Nato je služil kot poveljujoči general Campa Butler (Okinava). Po napredovanju v generalmajorja je postal poveljujoči general Marine Corps Recruit Depot (Parris Island). 1975 je bil premeščen v poveljstvo korpusa kot namestnik načelnika štaba za moštvo. 1976 je bil imenovan za poveljujočega general FMF Atlantik (Norfolk).
Julija 1978 je bil imenovan za pomočnika komandata; to je opravlja do 1. julija 1979, ko je sam bil imenovan za komandanta KMP ZDA.
Barrow je bil tako prvi komandant, ki je služil določeno 4-letno obdobje kot polni član Združenega štaba OS ZDA. V času svojega mandata si je prizadeval za nakup harrierjev za marince, izboljšanje pomorskega podpornega topniškega obstreljevanja, za izvedbo programa amfibijskih ladij in ponovne uvedbe bolniških ladij. 
30. junija 1983 se je upokojil in se vrnil v domačo državo Louisiano.

## Odlikovanja
- Distinguished Service Medal,
- mornariški križec;
- Army Distinguished Service Cross;
- srebrna zvezda
- tri legije za zasluge;
- bronasta zvezda s bojnim “V” in zlato zvezdo kot simbol druge podelitve;
- Presidential Unit Citation z eno bronasto zvezdo;
- World War II Victory Medal;
- China Service Medal;
- National Defense Service Medal z eno bronasto zvezdo;
- Korean Service Medal s tremi bronastimi zvezdami;
- Vietnamese Service Medal z eno bronasto zvezdo;
- štirje Vietnamese Crosses of Gallantry with Palm;
- Republic of Vietnam National Order, Fifth Class z zlato zvezdo kot simbolom druge podelitve;
- United Nations Service Medal;
- Republic of Vietnam Campaign Medal.

## Napredovanja
- 19. maj 1943 - poročnik
- ? - nadporočnik
- ? - stotnik
- ? - major
- september 1959 - podpolkovnik
- junij 1968 - polkovnik
- ? - brigadni general
- ? - generalmajor
- 1975 - generalporočnik
- 1. julij 1979 - general